# OG
OG — європейський кіберспортивний клуб, заснований 2015 року. Найбільш відомий завдяки команді з Dota 2, яка двічі вигравала найбільший турнір The International.

## Історія
Засновниками команди є Йохан Сундстейн («N0tail») та Таль Айзік («Fly»). Вони познайомились, коли грали у гру Heroes of Newerth, а потім разом грали в Dota 2 за Fnatic. В серпні 2015 вони вирішили створити власну команду з Dota 2, яка отримала назву (monkey) Business, а за два місяці її було перейменовано в OG. Разом з «N0tail» та «Fly» в першому складі OG грали Амір Аль-Баркаві («Miracle-»), Андреас Френк Нільсен («Cr1t-») та Девід Тан («MoonMeander»).
Перші перемоги прийшли до OG в сезоні 2015—2016 років. OG виграли великий турнір від Valve Frankfurt Major (2015), п'ятий сезон ліги DreamLeague, Manila Major (2016) та ESL Frankfurt (2016). Колектив кваліфікувався для участі на чемпіонаті світу The International 2016, але посів там лише 9-12 місце. Після поразки склад команди було змінено, залишились лише «N0tail» та «Fly», а до них приєдналися Густав Магнусон («s4»), Джессі Вайнікка («Jerax») та Анатан Фам («Ana»). Наступний сезон вийшов для OG схожим на попередній. Команда вдало виступала на «мейджорах», посівши перше місце на турнірах в Бостоні (2016) та Києві (2017). Проте на The International 2017 команда показала незадовільний результат: колектив, який вважався одним з головних фаворитів, посів лише 7-8 місце.
Сезон 2017—2018 став одним з найбільш драматичних в історії команди. Спочатку мідлейнер «Ana» вирішив покинути Dota 2, і йому на зміну прийшов українець Роман Фомінок («Resolut1on»). Погані результати призвели до чергової ротації, і місце Фомінка тимчасово зайняв тренер OG Себастьєн Дебс («7ckngMad»). Через незадовільні результати OG не отримали прямо запрошення на The International 2018, тому були змушені сподіватись на успішний виступ у відкритих кваліфікаціях. За декілька днів до останнього «мейджору» сезону сталось неочікуване — команду залишив один зі співзасновників Таль Айзік, погодившись на пропозицію Evil Geniuses. OG були змушені відмовитись від участі в турнірі в Китаї через нестачу гравців. Лише перед відбірковими матчами на The International 2018 склад OG було доукомплектовано: до команди повернувся «Ana», а місце на центральній лінії зайняв маловідомий фінський гравець Топіас Мікка Таавітсайнен («Topson»). І хоча колективу Сундстейна все ж вдалось вибороти місце в фінальній частині The International 2018, цього разу гравці їхали туди в статусі аутсайдерів. OG ледве вийшли з групи, проваливши перші два дні змагань, і лише на третій день показавши непогану гру. Потрапивши до верхньої сітки, OG почувались вже більш впевнено і не програли жодного матчу, подолавши, зокрема, колишнього партнера по команді Таля Айзіка та його Evil Geniuses. В гранд-фіналі проти PSG.LGD OG програвали з рахунком 1:2 та були близькими до поразки, проте змогли зібратись та вибороти перемогу 3:2, ставши чемпіоном світу і володарем заповітної «егіди».
Досягнувши вершини та вигравши головний турнір з Dota 2, наступний сезон OG почали зі змін. «Ana» знову вирішив відпочити від Dota 2, а на турнірах його підміняли «Pajkatt» та «iLTW». Врешті решт «Ana» повернувся, і колектив набрав протягом сезону достатню кількість очок, щоб отримати пряме запрошення на The International 2019. Попри звання чинного переможця The International, через постійні зміни складу і нестабільні виступи OG не вважалися фаворитом чергового розіграшу найбільш важливого турніру року. Але, як і роком раніше, OG спромоглись дістатись гранд-фіналу, де подолали інший європейський колектив Team Liquid (3:1). Окрім рекордних призових — близько 15 млн доларів США, — OG стали єдиною командою, яка зуміла виграти The International двічі.
Наприкінці 2019 році на додачу до команди з Dota 2, клуб відкрив відділення з CS:GO. Менш ніж за рік новостворений колектив піднявся на шосте місце в рейтингу команд від HLTV. Окрім цього, у 2021 році OG офіційно оголосили про підписання команди з Valorant.